# Uzambarai rigó
Az uzambarai rigó (Turdus roehli) a madarak osztályának verébalakúak (Passeriformes) rendjébe és a rigófélék (Turdidae) rendjébe tartozó faj.
Magyar neve forrással nincs megerősítve.

## Rendszerezése
A fajt Anton Reichenow német ornitológus írta le 1905-ben.

## Előfordulása
Kelet-Afrikában, Tanzánia északkeleti részén lévő Usambara-hegységben honos. Természetes élőhelyei a szubtrópusi vagy trópusi síkvidéki és hegyi esőerdők. Magassági vonuló.

## Megjelenése
Testhossza 20–24 centiméter, testtömege 66,5–75,5 gramm.

## Életmódja
Rovarokkal, pókokkal és puhatestűekkel táplálkozik, valamint kisebb gyíkokat és gyümölcsöket is fogyaszt.

## Természetvédelmi helyzete
Az elterjedési területe kicsi, egyedszáma pedig csökken. A Természetvédelmi Világszövetség Vörös listáján mérsékelten fenyegetett szerepel.